# Brantôme
Pierre de Bourdeille, seigneur de Brantôme [brãtåm], född omkring 1540 i Périgord i Akvitanien, död 15 juli 1614 på Château de Richemont i Saint-Crépin-de-Richemont i Akvitanien, var en fransk memoarförfattare och historiker. Han stred under hertig Frans av Guise mot hugenotterna och sedan i Afrika mot morerna och turkarna. Han var också en tid kammarherre hos Karl IX och Henrik III samt fick av den förstnämnde efter en broders död abbotstiftet Brantôme. Bland hans skrifter märkas Vies des hommes illustres et grands capitaines (1666), Vies des dames illustres (samma år) och Vie des dames galantes (samma år). Hans arbeten, vilka samtliga är präglade av originalitet i stilen, livfullhet och behag i framställningen, ger en naiv och åskådlig skildring av den tidsålder, då de författades. Den bästa upplagan av hans arbeten utgavs 1865–1882 av Ludovic Lalanne.